# Ahmoz-Meritamon
Ahmoz-Meritamon je bila kraljica Egipta v zgodnji Osemnajsti dinastiji. Bila je sestra in žena faraona Amenhotepa I. Umrla je zelo mlada in bila pokopana v grobnici  TT358 in Deir el-Bahariju.

## Življenje
Ahmoz-Meritamon je bila hčerka Ahmoza I. in Ahmoz-Nefertari. Poročena je bila  s svojim mlajšim bratom, faraonom  Amenhotepom I.
Meritamon je od svoje matere Ahmoz-Nefertari prevzela vlogo božje Amonove žene. Med njene druge naslove so spadali "gospa dveh dežel" (nbt-t3wy), "(velika) kraljeva žena"  (ḥmt-nswt(-wrt)), "gospodarica  celotnih dveh dežel" (ḥnwt-tꜣwy-tm), "božja žena" (ḥmt-ntr), "združena z belo krono" (ẖnmt-nfr-ḥḏt), "kraljeva hčerka" (sꜣt-nswt) in "kraljeva žena" (snt-niswt). V kasnejših virih se pojavlja tudi naslov "kraljeva mati" (mwt-niswt), čeprav to verjetno nikoli ni bila.
Kraljičin kip iz apnenca je med raziskavami v Karnaku odkril Giovanni Belzoni leta 1817.
Ahmoz-Meritamon je kot ena od "vladaric zahoda" upodobljena v Inherkauovi grobnici  (TT359) iz Dvajsete dinastije. Prikazana je v zgornji vrsti za kraljico Ahhotep I. in pred kraljico Sitamon.

## Smrt in pokop
Njene posmrtne ostanke je odkril  Herbert Eustis Winlock leta 1930 v grobnici TT358  v Deir el-Bahariju. Mumija je bila shranjena v dveh krstah iz cedrovega lesa v zunanji kartonski škatli. Mumijo so ponovno povili in pokopali svečeniki, ki so našli njeno izropano grobnico. Zdi se, da je umrla relativno mlada, a je kljub temu  trpela zaradi artritisa in skolioze.
Zunanja krsta, ki je zdaj v Egipčanskem muzeju (JE 53140), je dolga več kot 3 metre. Izdelana je iz cedrovih desk. Kraljičine oči in obrvi so intarzirane s steklom. Telo je skrbno izrezljano in poslikano z modro pobarvanimi ševroni, ki ustvarjajo iluzijo perja. Zlato, s katerim je bila prekrita, so odluščili že v antiki.
Notranja krsta je manjša, a še vedno daljša od 1,8 metra. Tudi ta je bila prekrita z zlatom, a so tudi tega ukradli. Mumijo so med vladavino Pinedžema I. skrbno ponovno zavili. Napisi kažejo, da je platno, uporabljeno pri ponovnem pokopu, v 18. letu Pinedžemovega vladanja izdelal visoki Amonov svečenik Masaharte, sin Pinedžema I. Ponovni pokop je bil na 28. dan 3. meseca zime v 19. letu Pinedžemovega vladanja.
Aprila 2021 je bila njena mumija prenešena iz Muzeja egipčanskih starin v Narodni muzej egipčanske civilizacije. V dogodku, ki so ga poimenovali Zlata parada faraonov, so razen njene preselili še mumije treh kraljic in 18 kraljev.